# بورحلي محمد أمير
بورحلي محمد أمير مواليد 3 فبراير 1981 في قسنطينة، الجزائر، هو لاعب كرة قدم جزائري يلعب مع وداد تلمسان كمهاجم.

## المسيرة الاحترافية

### أندية لعب لها
- مولودية قسنطينة
- اتحاد بسكرة
- جمعية الخروب
- شباب أوراس باتنة
- أولمبي الشلف
- وداد تلمسان

## روابط خارجية
- بورحلي محمد أمير على موقع قاعدة بيانات كرة القدم.إي يو (الإنجليزية)
- بورحلي محمد أمير على موقع Soccerway.com (الإنجليزية)